# Corrective Optics Space Telescope Axial Replacement

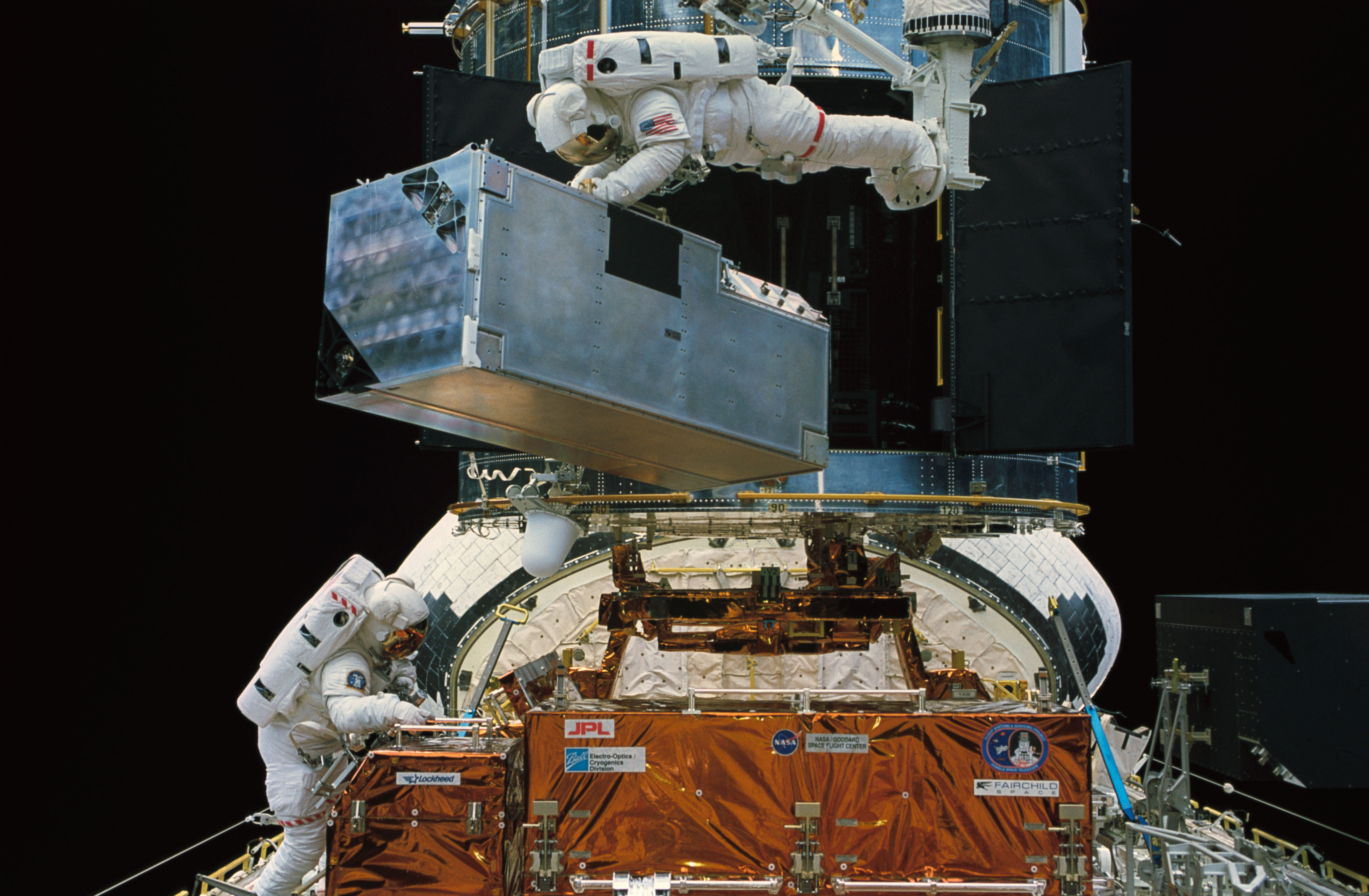
COSTAR sätts in under första reparationsuppdraget.

Corrective Optics Space Telescope Axial Replacement (COSTAR) var ett instrument designat för att korrigera 
Rymdteleskopet Hubbles spegel som led av sfärisk aberration, vilket kraftigt reducerade dess kapacitet. COSTAR installerades 1993 och byttes ut mot en senare variant, Cosmic Origins Spectrograph år 2009 av STS-125.